# MMP17
La metaloproteinasa de matriz 17 (MMP-17), también conocida como metaloproteinasa de matriz de tipo membrana 4 (MT-MMP 4), es una enzima que en los seres humanos está codificada por el gen MMP17.

## Función
Las proteínas de la familia de las metaloproteinasas de la matriz (MMP) participan en la degradación de la matriz extracelular en procesos fisiológicos normales, como el desarrollo embrionario, la reproducción y la remodelación tisular, así como en procesos patológicos, como la artritis y la metástasis. La mayoría de las MMP se secretan como proproteínas inactivas que se activan cuando se escinden mediante proteinasas extracelulares. La proteína codificada por este gen se considera miembro de la subfamilia de MMP de tipo membrana (MT-MMP). MMP17 y MMP25 son hasta el día de hoy las únicas MMP conocidas de tipo membrana ancladas a GPI, frente a las MMP transmembrana más comunes. La proteína activa MMP2 por escisión.
En células melanocíticas, la expresión del gen MMP17 puede estar regulada por MITF.